# Absoluter Link
Ein absoluter Link ist ein Internetverweis, bei dem der Link im Quelltext den vollen Pfad der Zieldatei enthält. Die Alternative ist ein relativer Verweis, der vom aktuellen Verzeichnis ausgehend aufgelöst wird. Im Gegensatz zum relativen Link ist ein absoluter Verweis jedoch eindeutig und führt unabhängig von der aktuellen Seite immer auf das gleiche Ziel. Bei Verweisen auf externe Ziele muss der Link außerdem immer das Protokoll und den Hostnamen enthalten, bei internen Verweisen ist dies optional.
Ein absoluter Link hat den Vorteil, dass er von jedem Verzeichnis aus gleich lautet. Je nach Quell- und Ziel-URL können absolute oder relative URLs kürzer sein.
Bei absoluten Links muss also die Adresse immer vollständig eingeleitet werden:
http://www.example.org/dateiname.htm

## Verweise auf das Stammverzeichnis
Beim absoluten Verweis lautet ein Laufwerk beispielsweise „C:/“. Bei einigen Browsern ist es nötig, mit „file:///C:/“ zu beginnen.
Wenn man auf eine Startdatei eines Stammverzeichnisses verweisen möchte, reicht es, den Link bis zum Anfang des Verzeichnisses einzutragen. Dort wird dann automatisch nach einer Startdatei gesucht, solange bestimmte Konditionen für die Namensvergabe der Startdatei erfüllt sind. Diese Datei heißt im Normalfall index.html. Je nach Software des Webservers können mehrere Dateien angegeben werden, die in einer festgelegten Reihenfolge entsprechend angefragt werden.
Beispiel: http://www.example.org/

## Verweis auf eine Datei
Möchte man mithilfe eines absoluten Links auf eine bestimmte Datei verweisen, so reicht es, einfach den Dateinamen anzuhängen.
Beispiel: http://www.example.org/Verzeichnis1/Datei.htm

## Verweis auf ein Unterverzeichnis
Falls man auf eine Indexdatei, die sich in einem Unterordner befindet, verweisen möchte, muss man den Verzeichnisnamen voranstellen.
Beispiel: http://www.example.org/unterverzeichnis/

## Externer Verweis
Externe Verweise auf Dateien im Web müssen immer als absoluter Link nach folgendem Schema vorgenommen werden: „Protokoll + Domain + Dateiname“
Beispiel: <a href="http://www.example.org/dateibeispiel.htm">Textlink</a>